# نيك فيرغسون
نيك فيرغسون (بالإنجليزية: Nick Ferguson)‏ هو لاعب كرة قدم أمريكية أمريكي، ولد في 27 نوفمبر 1974 في ميامي في الولايات المتحدة.

## وصلات خارجية
- نيك فيرغسون على موقع مرجع كرة القدم المحترفة.كوم (الإنجليزية)